# Теорема Каратеодорі про ядро
Теорема Каратеодорі про ядро твердження у комплексному аналізі і геометричній теорії функцій доведене грецьким математиком Костянтином Каратеодорі у 1912 році. Теорема має багато застосувань у теорії однолистих функцій.

## Твердження теореми
Нехай {\displaystyle f_{n}} — послідовність функцій, що є голоморфними однолистими у одиничному крузі {\displaystyle \Delta =z\in \mathbb {C} ,\ |z|<1} і також {\displaystyle f_{n}(0)=0} і {\displaystyle \mathbb {R} \ni f'_{n}(0)>0.} Позначимо {\displaystyle U_{n}=f_{n}(\Delta )} — образи одиничного круга при дії цих функцій. Нехай {\displaystyle V_{n}} позначає зв'язну компоненту, що містить 0 внутрішності перетину {\displaystyle \cap _{i=n}^{\infty }U_{n}.} Ядром послідовності областей {\displaystyle U_{n}} називається об'єднання усіх {\displaystyle V_{n}} або точка {\displaystyle \{0\},} якщо це об'єднання є порожньою множиною. Еквівалентно ядром називається найбільша область така, що кожна її замкнута підмножина є також підмножиною кожної {\displaystyle U_{n}} починаючи з деякого n. За означенням послідовність областей {\displaystyle U_{n}} збігається до свого ядра {\displaystyle U,} якщо {\displaystyle U} також є ядром будь-якої підпослідовності.
Теорема Каратеодорі стверджує, що послідовність {\displaystyle f_{n}} збігається рівномірно на компактах до функції f, якщо і тільки якщо послідовність множин {\displaystyle U_{n}} збігається до свого ядра і це ядро не є рівним всій комплексній площині. Якщо ядро є рівним {\displaystyle \{0\}} то функція є константою рівною 0. В іншому випадку ядро U є зв'язаною відритою множиною, f є однолистою функцією і {\displaystyle U=f(\Delta ).} Окрім того обернені функції {\displaystyle f_{n}^{-1}} збігаються до функції {\displaystyle f^{-1}} рівномірно на компактних підмножинах області {\displaystyle U.}

## Приклади
- Якщо Un є зростаючою послідовністю зв'язаних відкритих множин, що містять 0, тоді ядро є об'єднанням множин.
- Якщо Un є спадною послідовність зв'язаних відкритих множин , що містять 0, тоді, якщо 0 є внутрішньою точкою U1  ∩ U2  ∩ ..., то послідовність збігається компоненти внутрішності , що містить 0. Якщо ж 0 не є внутрішньою точкою, послідовність збігається до {\displaystyle \{0\}}.

## Доведення

### Необхідність
Нехай послідовність {\displaystyle f_{n}} збігається до функції {\displaystyle f} в одиничному крузі {\displaystyle \Delta .} Розглянемо спочатку випадок {\displaystyle f(z)\equiv 0} і доведемо, що тоді ядро U є точкою {\displaystyle \{0\}} і {\displaystyle U_{n}=\to \{0\}.}  Дійсно, в іншому випадку існує круг {\displaystyle |w|<\rho ,\ \rho >0,} що належить всім областям {\displaystyle U_{n}} і  для функцій {\displaystyle f_{n}^{-1}} згідно леми Шварца для кола {\displaystyle |w|<\rho ,} отримуємо {\displaystyle |(f_{n}^{-1}(0))'|\leqslant {1 \over \rho },} тобто {\displaystyle f_{n}'(0)\geqslant \rho .}
Але тоді згідно теореми Кебе про спотворення, застосованої до функції {\displaystyle {\frac {f_{n}(z)}{f_{n}'(0)}}}, в колі {\displaystyle |z|<1} маємо: {\displaystyle \rho {\frac {|z|}{(1+|z|)^{2}}}\leqslant |f_{n}(z)|,} отже, функції {\displaystyle f_{n}(z)}
не є збіжними до {\displaystyle f(z)\equiv 0.} Оскільки ті ж міркування можна застосувати і до кожної підпослідовності областей, взятих з {\displaystyle U_{n}} то {\displaystyle U_{n}\to U=\{0\}.}
Нехай тепер {\displaystyle f(z)\not \equiv 0.}. Тоді з оцінки теореми Кебе:
{\displaystyle |f_{n}'(0)|{|z| \over (1+|z|)^{2}}\leqslant |f_{n}(z)|\leqslant |f_{n}'(0)|{|z| \over (1-|z|)^{2}}}
випливає, що числа {\displaystyle f_{n}'(0)} є обмеженими, а функції {\displaystyle f_{n}(z)} є рівномірно обмеженими на компактних підмножинах круга {\displaystyle |z|<1.} Тому до функцій {\displaystyle f_{n}(z)} можна застосувати теорему Віталі, згідно якої вони рівномірно збігаються на компактних підмножинах круга {\displaystyle |z|<1} до функції {\displaystyle f(z),} яка, згідно наслідку теореми Гурвіца буде однолистою в {\displaystyle |z|<1.}
Нехай функція {\displaystyle w=f(z)} відображає одиничний круг на деяку область U, що містить w = 0. Покажемо, що будь-яка замкнута область {\displaystyle U^{*},} що є підмножиною U, є також підмножиною всіх областей {\displaystyle U_{n},} починаючи з деякого n.
Нехай {\displaystyle \delta >0} — відстань {\displaystyle U^{*}} до границі U. Покриємо комплексну площину w послідовністю квадратів з довжинами сторін {\displaystyle \delta /2} і розглянемо область {\displaystyle U_{*}} утворену з усіх квадратів, що містять всередині або на границі точки з {\displaystyle U^{*}.} Тоді {\displaystyle U^{*}\subset U_{*}\subset U.} Нехай областям {\displaystyle U^{*}} і {\displaystyle U_{*}} через {\displaystyle w=f(z)} відповідають у {\displaystyle |z|<1} області {\displaystyle A^{*}} і {\displaystyle A_{*},} де також {\displaystyle A^{*}\subset A_{*}\subset \Delta .} Якщо {\displaystyle \delta _{1}>0} — відстань {\displaystyle U^{*}} до границі області {\displaystyle U_{*},} то на границі області {\displaystyle A_{*}} маємо {\displaystyle |f(z)-w_{0}|\geqslant \delta _{1},} яка б не була точка {\displaystyle w_{0}\in U^{*}.} З іншого боку існує {\displaystyle N>0} таке, що при {\displaystyle n>N} на границі {\displaystyle A_{*}} буде {\displaystyle |f_{n}(z)-f(z)|<\delta _{1}} адже функції {\displaystyle f_{n}(z)} рівномірно збігаються на компактних підмножинах одиничного круга. Отже, при кожному {\displaystyle n>N} функція {\displaystyle f_{n}(z)-w_{0}} згідно теореми Руше, має нуль в області {\displaystyle A_{*}.} Як наслідок образ області {\displaystyle A_{*}} при відображенні {\displaystyle f_{n}(z)} при {\displaystyle n>N} містить будь-яку точку {\displaystyle w\in U^{*}.} Отже, кожна замкнута область, що лежить в U, а відповідно, і кожна замкнута підмножина області U, міститься в усіх областях {\displaystyle U_{n}}, починаючи з деякої. Покажемо, що U є найбільшою областю, що володіє цією властивістю.
Нехай {\displaystyle U'} — будь-яка інша область, яка містить {\displaystyle w=0} і володіє тією ж властивістю. Тоді функції {\displaystyle f_{n}^{-1}} будуть визначені на будь-які замкнутій підмножині області {\displaystyle U'} починаючи з деякого n і будуть на ньому рівномірно обмеженими. Тому із {\displaystyle f_{n}^{-1}} можна вибрати підпослідовність, що рівномірно на компактних підмножинах сходиться в області {\displaystyle U'}  до голоморфної функції {\displaystyle F(w),\ F(0)=0,F'(0)\geqslant 0.} Більше того {\displaystyle F'(0)=\lim _{n\to \infty }(f_{n}^{-1})'(0)=\lim _{n\to \infty }{1 \over f'(0)}>0.} Тобто функція F не є константою і з  теореми Гурвіца випливає, що вона є однолистою на {\displaystyle U'.}
Доведемо, що {\displaystyle F(w)} є оберненою функцією до {\displaystyle f(z).}
Справді, візьмемо будь-яку точку {\displaystyle z_{0},\ |z_{0}|<1} і нехай {\displaystyle f(z_{0})=w_{0}\in U.} Нехай коло {\displaystyle |z-z_{0}|=\varepsilon ,\ \varepsilon >0} цілком лежить в крузі {\displaystyle |z|<1.} На ньому буде {\displaystyle |f(z)-w_{0}|>m,\ m>0.} З іншого боку, при {\displaystyle k>K} на {\displaystyle |z-z_{0}|=\varepsilon } маємо {\displaystyle |f_{n_{k}}(z)-f(z)|<m.} Згідно теореми Руше функції {\displaystyle f_{n_{k}}(z)-w_{0}} при {\displaystyle k>K} мають в {\displaystyle |z-z_{0}|<\varepsilon } по нулю, які ми позначимо через {\displaystyle z_{k}.} Маємо: {\displaystyle f_{n_{k}}(z_{k})=w_{0},\ z_{k}=f_{n_{k}}^{-1}(w_{0})} для {\displaystyle k>K.} Звідси при {\displaystyle k\to \infty } отримуємо {\displaystyle z_{k}\to F(w_{0})} і тому {\displaystyle F(w_{0})} належить {\displaystyle |z-z_{0}|\leqslant \varepsilon .} Зважаючи на довільність {\displaystyle \varepsilon >0} отримуємо {\displaystyle F(w_{0})=z_{0}.} Отже, ми показали, що з {\displaystyle w_{0}=f'(z_{0})} випливає {\displaystyle F(w_{0})=z_{0},} тобто що {\displaystyle F(w)} є оберненою функцією для {\displaystyle f(z).} Так як це міркування можна застосувати і для кожної збіжної підпослідовності функцій з {\displaystyle f_{n}^{-1},} причому завжди граничною функцією буде функція {\displaystyle F(w)=f^{-1}(w)} обернена до {\displaystyle f(z)} то і сама послідовність функцій {\displaystyle f_{n}^{-1},} сходиться в області {\displaystyle U'} до функції {\displaystyle f^{-1}(w).} Функція {\displaystyle F(w)} відображає область {\displaystyle U'} на деяку область A. Оскільки {\displaystyle |f_{n}^{-1}|\leqslant 1} у {\displaystyle U_{n}} то {\displaystyle |F(w)|\leqslant 1} в {\displaystyle U'}, тобто A є підмножиною одиничного круга.
Останнє дає можливість довести, що {\displaystyle U'\subset U.} Дійсно, якщо {\displaystyle w_{0}\in U'} і {\displaystyle z_{0}=F(w_{0})} то {\displaystyle |z_{0}|<1} і, отже, {\displaystyle w_{0}=f(z_{0}),} тобто кожна точка області {\displaystyle U'} належить і області {\displaystyle U.} Таким чином U є найбільшою областю, яка містить z = 0 і володіє властивістю, що будь-яка її замкнута підмножина належить всім областям {\displaystyle U_{n},} починаючи з деякої, тобто U  є ядром для послідовності областей {\displaystyle U_{n}.} Звідси ж випливає, що U має більше однієї граничної точки.
Якщо тепер взяти будь-яку підпослідовність областей {\displaystyle U_{n_{k}}} і до відповідної підпослідовності функцій {\displaystyle f_{n_{k}}(z)} збіжної до функції {\displaystyle f(z)} застосувати попередні висновки, то отримаємо, що функція {\displaystyle f(z)} відображає одиничний круг на ядро цієї нової послідовності областей, яке, відповідно, збігається з {\displaystyle U.}. Це показує, що {\displaystyle U_{n}\to U,} що завершує доведення необхідності одночасно додаткових висновки, зазначених в теоремі.

### Достатність
Нехай тепер {\displaystyle U_{n}\to U} і ядро U є точкою {\displaystyle \{0\}} або областю, що має більше однієї граничної точки. Нехай спершу {\displaystyle U=\{0\}}. Якби послідовність {\displaystyle f'_{n}(0)} не збігалася до 0, то існувала б підпослідовність для якої {\displaystyle |f_{n_{k}}'(0)|>\varepsilon ,\ \varepsilon >0.} Тоді у {\displaystyle |z|<1} згідно теореми Кебе про спотворення:
{\displaystyle |f_{n_{k}}(z)|\geqslant |f_{n_{k}}'(0)|{|z| \over (1+|z|)^{2}}>{\varepsilon |z| \over (1+|z|)^{2}}}
отже, ядро U не було б точкою. Але якщо {\displaystyle f'_{n}(0)\to 0,} то з тієї ж теореми:
{\displaystyle |f_{n}(z)|\geqslant |f_{n}'(0)|{|z| \over (1-|z|)^{2}}}
і тому у {\displaystyle f_{n}(z)\to 0} у {\displaystyle |z|<1}, що і доводить твердження у цьому випадку. 
Розглянемо тепер випадок, коли ядро U є областю, що має більше однієї граничної точки. Тоді числа {\displaystyle f_{n}'(0)} мають бути обмеженими. В іншому випадку існує підпослідовність {\displaystyle f_{n_{k}}'(0)\to \infty } і з нерівності:
{\displaystyle |f_{n_{k}}(z)|\geqslant |f_{n_{k}}'(0)|{|z| \over (1+|z|)^{2}}}
випливає, що образи круга {\displaystyle |z|<1} при відображенні функціями {\displaystyle f_{n_{k}}(z),}{\displaystyle } починаючи з деякого k, містять будь-який заданий круг {\displaystyle |w|<R,} що суперечить збіжності {\displaystyle U_{n}} до {\displaystyle U.} Із цього випливає, що функції {\displaystyle f_{n}(z)} є рівномірно обмеженими на компактних підмножинах круга {\displaystyle |z|<1.} Припустимо тепер, що ця послідовність функцій не збігається точці {\displaystyle z_{0}.}
Тоді існують дві підпослідовності {\displaystyle f_{n_{k}}} і {\displaystyle f_{n_{l}},} що збігаються  в {\displaystyle |z|<1} до двох різних функцій {\displaystyle g(z)} і {\displaystyle h(z).}
Якщо обидві ці функції не є тотожно рівними нулю, то за доведенням необхідності теореми, застосованого до послідовностей {\displaystyle f_{n_{k}}} і {\displaystyle f_{n_{l}},} отримаємо, що функції{\displaystyle g(z)} і {\displaystyle h(z)} відображають круг {\displaystyle |z|<1} на ядро послідовностей областей {\displaystyle U_{n_{k}}} і {\displaystyle U_{n_{l}},} тобто на область U.
Оскільки {\displaystyle g(0)=0,\ g'(0)>0} і {\displaystyle f(0)=0,\ f'(0)>0} то з твердження єдиності у теоремі Рімана про відображення випливає, що {\displaystyle g(z)\equiv h(z),} що суперечить попередньому. 
Якщо ж одна з функцій {\displaystyle g(z)} і {\displaystyle h(z)} є тотожно рівною нулю, а інша ні, то застосовуючи доведення необхідності, робимо висновок, що одна з послідовностей областей {\displaystyle U_{n_{k}}} і {\displaystyle U_{n_{l}}} має ядром точку {\displaystyle \{0\},} а інша — деяку область і тому послідовність областей {\displaystyle U_{n}} не сходиться до ядра. З одержаного протиріччя випливає, що функції {\displaystyle f_{n}(z)} повинні сходиться в крузі {\displaystyle |z|<1} до скінченної функції і згідно теореми Віталі збіжність буде рівномірною на компактних підмножинах у {\displaystyle |z|<1.}